# Амшель, Лена
Лена Амшель (пол. Lena Amsel; 27 июля 1898, Лодзь, Петроковская губерния, Царство Польское, Российская империя — 2 ноября 1929, Париж, Франция) — польская танцовщица
 и актриса
. Звезда немого кино.

## Биография
Еврейского происхождения. Родилась в семьи фабриканта. В 1914 году переехала в Дрезден, в 1915 году — в Берлин. В начале своей карьеры она искала связи с известными мастерами варьете, кино и театра. В 1916 году в Café des Westens в Берлине познакомилась с Карлом Густавом Фольмеллером и Максом Рейнхардтом. Фольмеллер стал её любовником и спонсором на несколько лет.
В 1917 году Лена начала работать танцовщицей на сцене варьете в Берлине, вскоре после этого сниматься в кино в Вене. В 1917—1918 годах сыграла в нескольких немых фильмах.

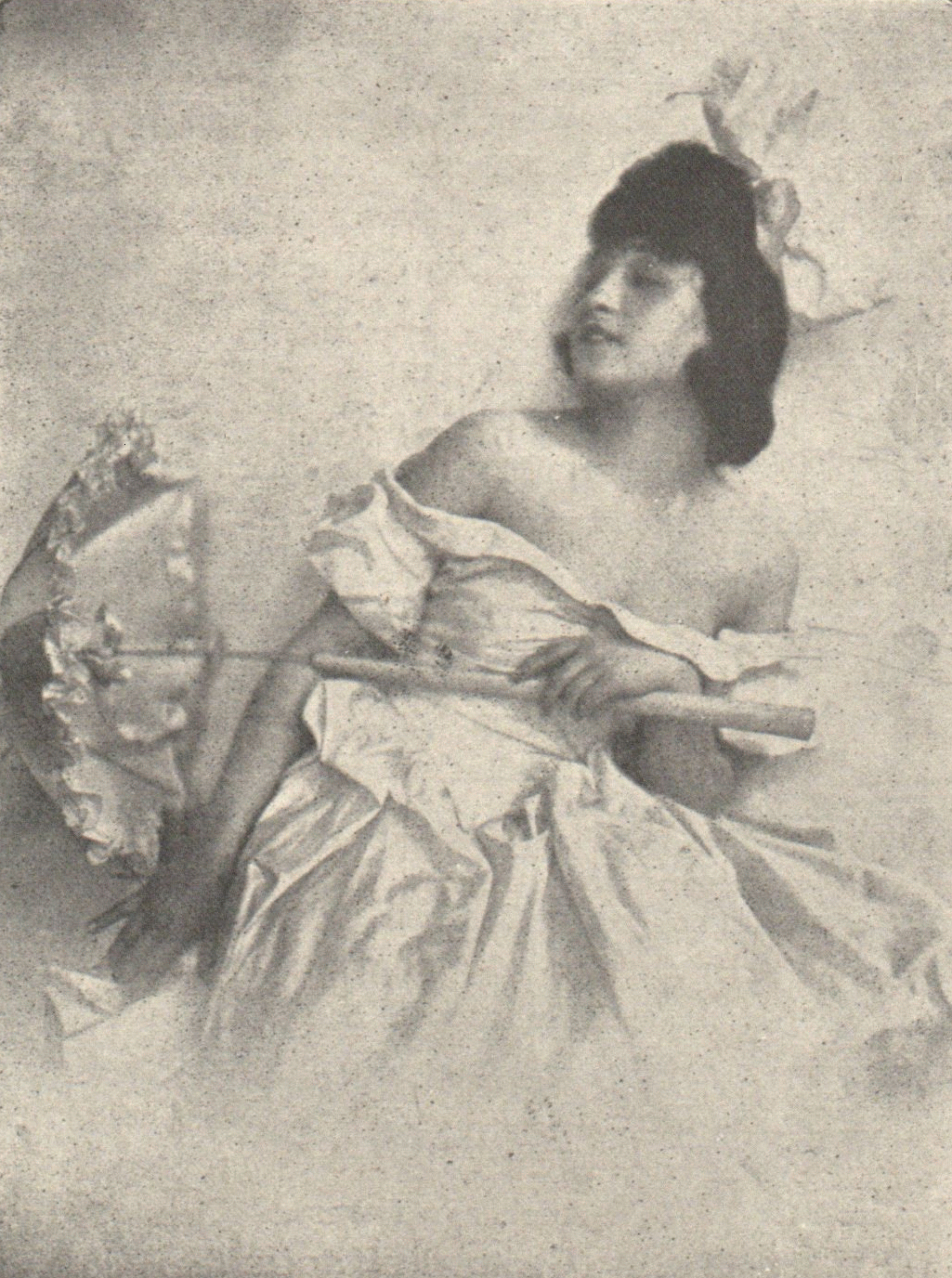
Лена Амшель, фото сделано Францем Ксавером Сетцером (1918)

Хотя у неё не было специального танцевального образования, Лена Амшель несколько лет выступала на немецких и австрийских сценах как успешная танцовщица. Её кинокарьера продолжилась в начале 1920-х годов. В 1923 году она появилась в фильме «Трагедия любви» режиссера Джо Мэя, в котором сыграла вместе с Эмилем Яннингсом, Миа Май и Марлен Дитрих. Её последним фильмом был «Могучий доллар» 1923 года с Эдуардом фон Винтерштайном. Снялась в 9 фильмах.
В 1927 году переехала в Париж. Через Фольмеллера познакомилась с известными художниками: Андре Дереном, Жоржем Браком, Пабло Пикассо , Осипом Цадкиным, Луи Арагонрм, Андре Бретоном, Рене Кревелем, Полем Элюаром и др.
2 ноября 1929 года участвовала в автомобильной гонке с Андре Дереном близ Парижа. Оба на спортивных автомобилях Bugatti. Автомобиль Амшель на дороге между Парижем и Фонтенбло занесло на трассе, он опрокинулся и загорелся. В ДТП погибли Лена Амшель и её подруга Флоренс Питрон.
Похоронена на Кладбище Монпарнас.

## Избранная фильмография
- 1917: Pinselputzi stiftet Unheil und eine Ehe
- 1918: Pinselputzi rendevouzelt
- 1918: Lenas noble Bekanntschaft
- 1918: Meine Tochter, deine Tochter
- 1918: Der Weg zum Reichtum
- 1918: Lene oder Lena?
- 1923: Трагедия любви
- 1923: Могучий доллар[англ.]